# Mačkovac (Voćin)
Mačkovac is een plaats in de gemeente Voćin in de Kroatische provincie Virovitica-Podravina. De plaats telt 71 inwoners (2001).